# Pagès Editors
Pagès Editors és una editorial catalana fundada per Lluís Pagès l'any 1990 a Lleida. Va néixer amb l'objectiu de publicar llibres en llengua catalana i disposa d'un catàleg que compta amb col·leccions i línies editorials diverses que han evolucionat amb el pas del temps. Eulàlia Pagès Valls n'és l'actual directora.
Pagès Editors participa en diversos certàmens editorials internacionals, com la Fira del Llibre de Frankfurt, la Liber (Barcelona-Madrid), la Fira Internacional del Llibre de Guadalajara i la Setmana del Llibre en Català, entre d'altres. També és membre de l'Associació d'Editors en Llengua Catalana.
Entre els autors publicats destaquen Francesc Torralba, Jorge L. Tizón, Carles Feixa, Màrius Torres, Lope de Vega, Mag Lari, Teresa Carles, Olga Xirinacs i Albert Vilaró, entre d'altres. A banda, també han creat el segell infantil Nandibú, amb el qual han publicat més de 125 llibres en tretze col·leccions.

## Doble Tinta
Doble Tinta és el nom de la col·lecció de còmic de Pagès Editors creada l'any 2021 i dirigida per Jaume Barrull, esdevenint la primera col·lecció de còmic en català. Tots els volums són impresos en dos colors principals. Es va estrenar amb la publicació de 8Hores, de Pepe Gálvez i Alfons López, una novel·la gràfica documental que narra en paral·lel la vaga de la Canadenca i la vida de Salvador Seguí en groc mostassa i negre. El següent volum, l'adaptació de 362 pàgines realitzada per Kap de Cavalls salvatges de Jordi Cussà, el qual va morir abans de veure el còmic publicat, sobre la generació de la dècada del 1980 devastada per l'heroïna, va ser en blanc i el vermell.

## Editorial Milenio
Editorial Milenio és una editorial catalana en llengua castellana amb seu a Lleida. Va ser creada el 1996 per Lluís Pagès, director de l'editorial. Des de l'any de la seva fundació ha editat gairebé 700 obres que s'organitzen en vint col·leccions. Les obres d'història, assaig, música, narrativa, filosofia, llibre pràctic i gran format constitueixen uns fons editorial important. Milenio Publicaciones pertany al Gremi d'Editors de Catalunya i, a la vegada, a la Federació d'Editors d'Espanya.

## Premis que publica o ha publicat
Premi d'assaig Josep Vallverdú, Premi Sant Miquel d'Engolasters, Premi Les Talúries, Premi Vent de Port, Premi Recull de Blanes, Premi Ferran Canyameres de novel·la, Premi Novel·la breu Ciutat de Mollerussa, Premi 7lletres, Premi de Narrativa Lleida, Premi Màrius Torres, Premi Maria Mercè Marçal, Premi de Poesia Parc Taulí, Premi Grandalla de Poesia, Premi Jordi Pàmias de Poesia, Premi Mn. Condò Sambeat, Prèmi Aran de Literatura i Beca d'Investigació Ernest Lluch.